# Hohle hinterer und vorderer Kuhgraben
Die Hohle „Hinterer und vorderer Kuhgraben“ sind ein flächenhaftes Naturdenkmal in der Gemeinde Otzberg, in den Gemarkungen Lengfeld und Nieder-Klingen, im Landkreis Darmstadt-Dieburg, Südhessen. Das Naturdenkmal bildet eine Einheit mit dem Naturdenkmal Hohl „Verlängerung hinterer Kuhgraben“.
Die Löss-Schlucht „Hinterer und vorderer Kuhgraben“ und die „Verlängerung hinterer Kuhgraben“ sind durch Verordnung vom 27. Mai 1959 als geologische Naturdenkmale und Vogelschutzgehölze geschützt worden.

## Lage
Die Naturdenkmale liegen im Naturraum Reinheimer Hügelland im Teilgebiet 231.14 Östliche Reinheimer Buckel. Sie befinden sich südlich von Lengfeld am unteren Nordwesthang des Otzbergs. Der „Hintere Kuhgraben“ erstreckt sich vom Lengfelder Wasserbehälter gut 600 Meter abwärts nach Westen. Der kleinere „Vordere Kuhgraben“ liegt südlich davon in der Feldmark und fällt auf etwa 180 Meter in westnordwestlicher Richtung ab. Die „Verlängerung hinterer Kuhgraben“ zieht sich vom Lengfelder Wasserbehälter auf einer Länge von etwa 320 Meter südsüdöstlich am Hang des Otzbergs hinauf.

## Beschreibung
Die Kuhgräben sind tief in den Löss eingeschnittene Trockentäler. Teilweise tritt an den Hangzonen unter der Lössdecke der Untere Buntsandstein auf. Ganz im Westen kommen pliozäne Tone vor. Im Gebiet gibt es mehrere Quellhorizonte.
Die Löss-Schluchten sind bewachsen mit Laubbäumen (vor allem Stieleiche, Hainbuche, Gemeine Esche, Vogel-Kirsche, Weiden sowie Apfel-, Birn- und Kirschbäume) und verschiedenen Straucharten. Die Krautschicht besteht vorwiegend aus Wald-, Hecken- und Saumpflanzen, auf einer Streuobstwiese kommen zahlreiche Herbstzeitlosen vor. Als Besonderheit wird Echtes Herzgespann genannt.
Die „Verlängerung hinterer Kuhgraben“ ist ein flacher Lössgraben. Im unteren Bereich ist er mit Stieleichen, Birn- und Kirschbäumen bewachsen, im oberen Teil mit verschiedenen Sträuchern wie Weißdorne und Schlehdorn.
In dem Gebiet brüten 50 Vogelarten, darunter die gefährdeten Arten Kleinspecht, Wendehals, Neuntöter, Wespenbussard und Turteltaube. Kleinere Säugetiere wie Feldspitzmaus, Igel, Haselmaus, Hermelin und Mauswiesel leben hier, außerdem Dachs, Rotfuchs, Reh und Feldhase. Auch Zauneidechsen, Blindschleichen und drei Amphibienarten wurden nachgewiesen. Das vielgestaltige Gelände bietet Lebensraum für zahlreiche Arten wirbelloser Tiere.

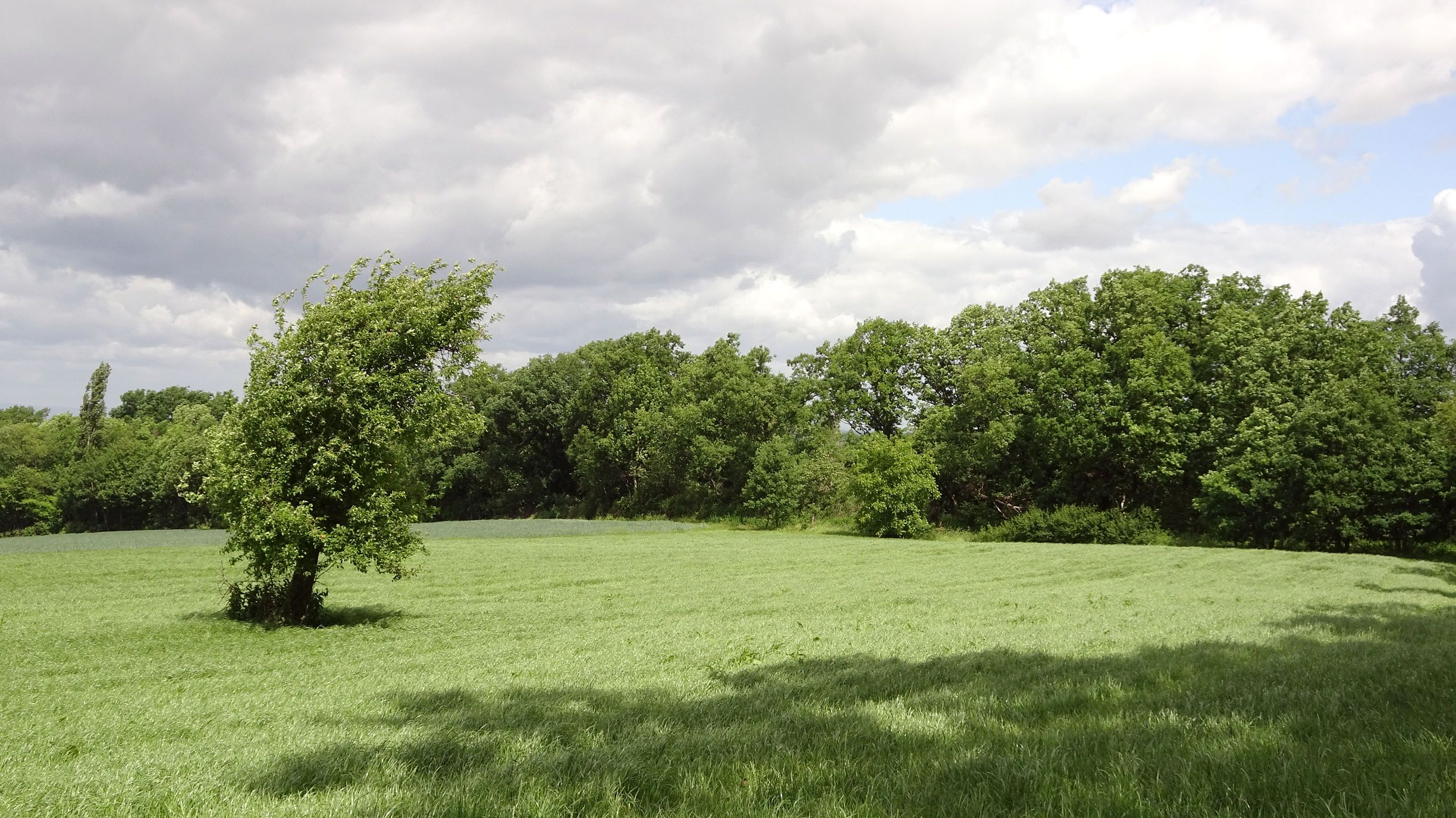
Bewaldete Löss-Schlucht „Hinterer Kuhgraben“ von Süden
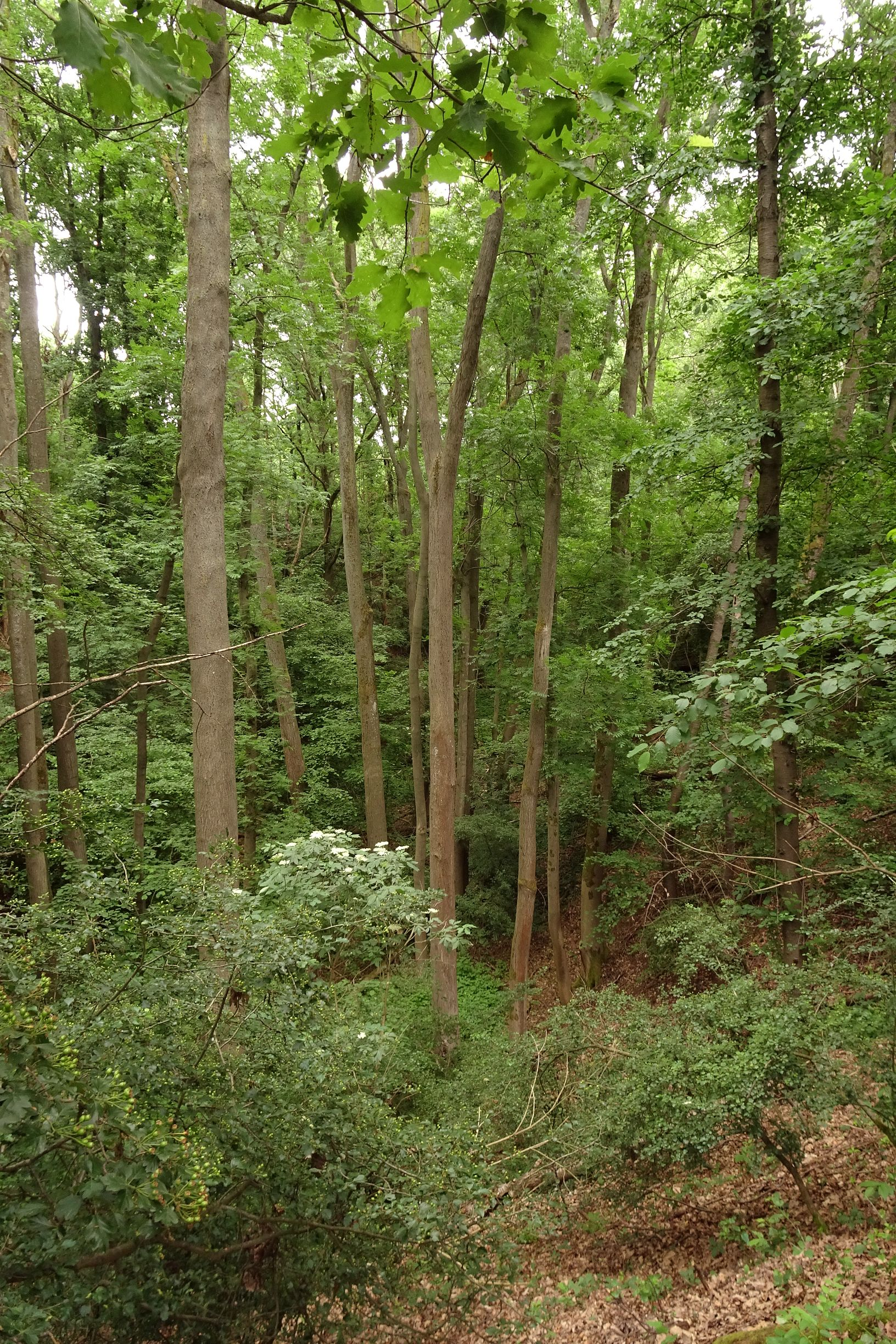
„Hinterer Kuhgraben“, Gehölze in der Schlucht
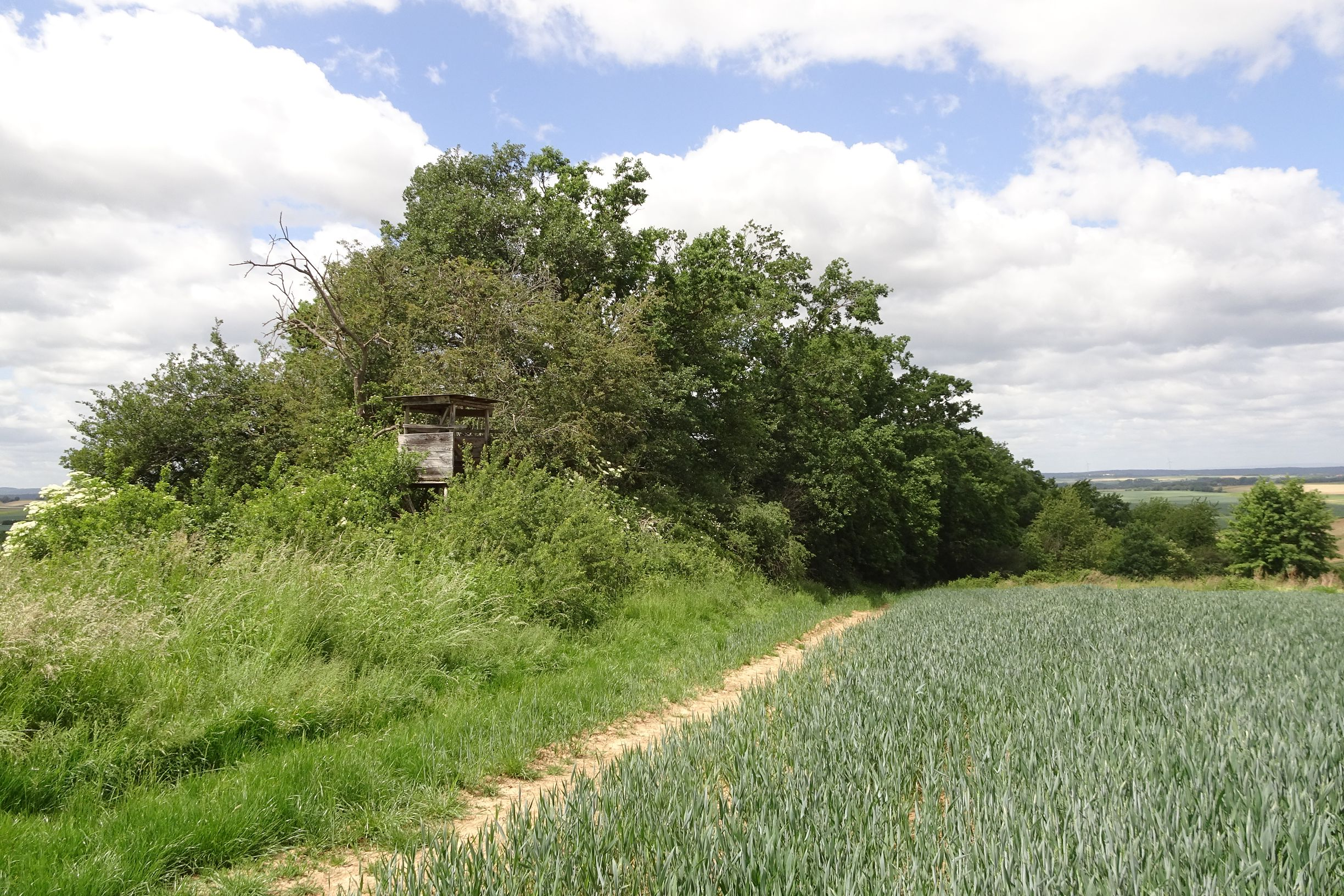
„Vorderer Kuhgraben“ von Osten
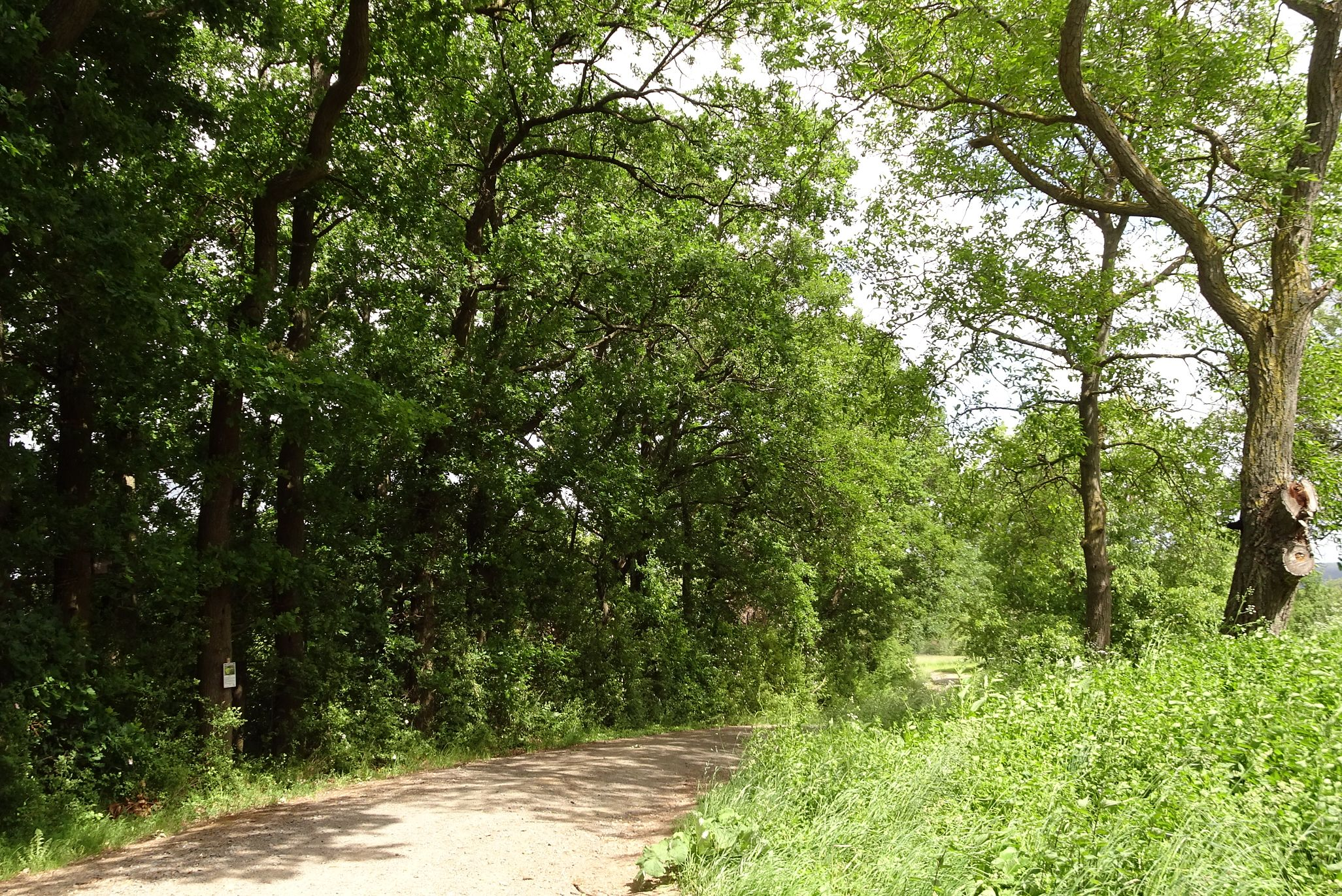
„Verlängerung hinterer Kuhgraben“, Baumbestand des Lössgrabens
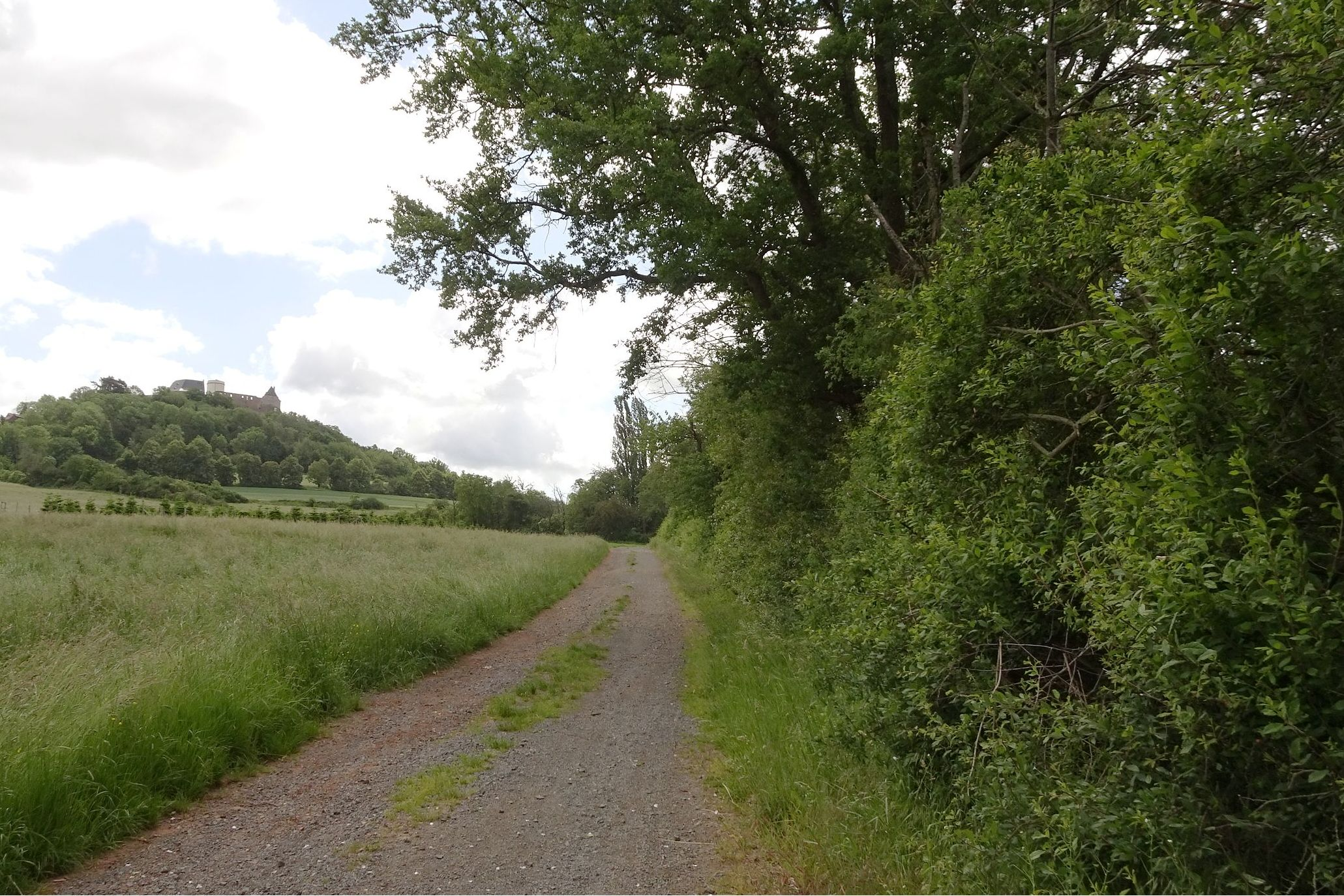
„Verlängerung hinterer Kuhgraben“ Richtung Otzberg

Die 12. BioTopTour des Landkreises Darmstadt-Dieburg führt an dem Naturdenkmal entlang.

## Beeinträchtigungen
Das Naturdenkmal „Hinterer Kuhgraben“ wurde wiederholt durch wilde Schuttablagerungen beeinträchtigt. Zahlreiche Bäume sind abgestorben, weil ihre Stammbasis verschüttet wurde. In den 1990er Jahren war die Lössschlucht als Zwischenlager für Altreifen im Gespräch, diese Pläne wurden jedoch inzwischen aufgegeben. Bis 2009 wurde ein ungenehmigter Grillplatz am Kuhgraben für öffentliche Grillfeste der örtlichen Vereine genutzt, dieser ist inzwischen vollständig zurückgebaut worden.